# BB 800
Les BB 800 de la SNCF étaient à l'origine les locomoteurs État Z 6000 dits de 2e série (en référence à la 1re série des Z 5000).
Ces locomotives bi-tension 750 V - 1 500 V sont construites par la Société d'études pour l'électrification des chemins de fer, regroupant Thomson-Houston France, Schneider et Jeumont, pour le réseau de l'État. 
Ces locomotives, les plus légères de la SNCF, sont surnommées les « libellules ».

## Description
La construction des BB 800 est décidée dans le cadre du redéploiement vers la gare des Invalides du trafic à destination de l'ouest parisien et de la Normandie. L'usage des locomotives à vapeur étant impossible aux Invalides pour des raisons de pollution, elles ne circulent qu'à partir de la gare de Versailles-Chantiers et les BB 800 sont destinées à assurer le relais entre les Invalides et Versailles.

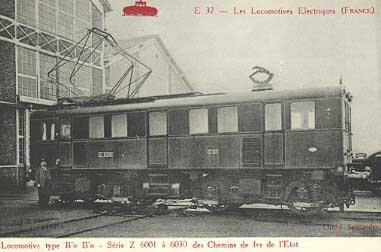
Z 6000 d'origine avec ses deux types de pantographe.

La caisse, entièrement métallique, est inspirée de celle des BB 1-80 construites pour le PO. Elle comporte sur chaque face latérale deux portes donnant accès aux cabines et une troisième ouvrant sur le local technique.
Les BB 800 possèdent quatre moteur de traction auto-ventilés, chacun d'entre eux étant relié à un essieu. Les locomotives sont équipées, de construction, de quatre frotteurs fixés aux bogies et d'un petit pantographe de type Vedovelli en toiture, ces deux équipements permettant le captage du courant sous 750 V, ainsi que d'un grand pantographe utilisé sous 1 500 V. Lorsque la locomotive fonctionne sous 1 500 V, les moteurs, prévus pour 750 V, sont groupés en série par deux.
Bien que prévues dès l'origine comme locomotives bi-tension 750 V - 1 500 V, le fonctionnement en 1 500 V n'a été pratiqué qu'à partir de 1937 sur la ligne Paris - Le Mans.

## Carrière

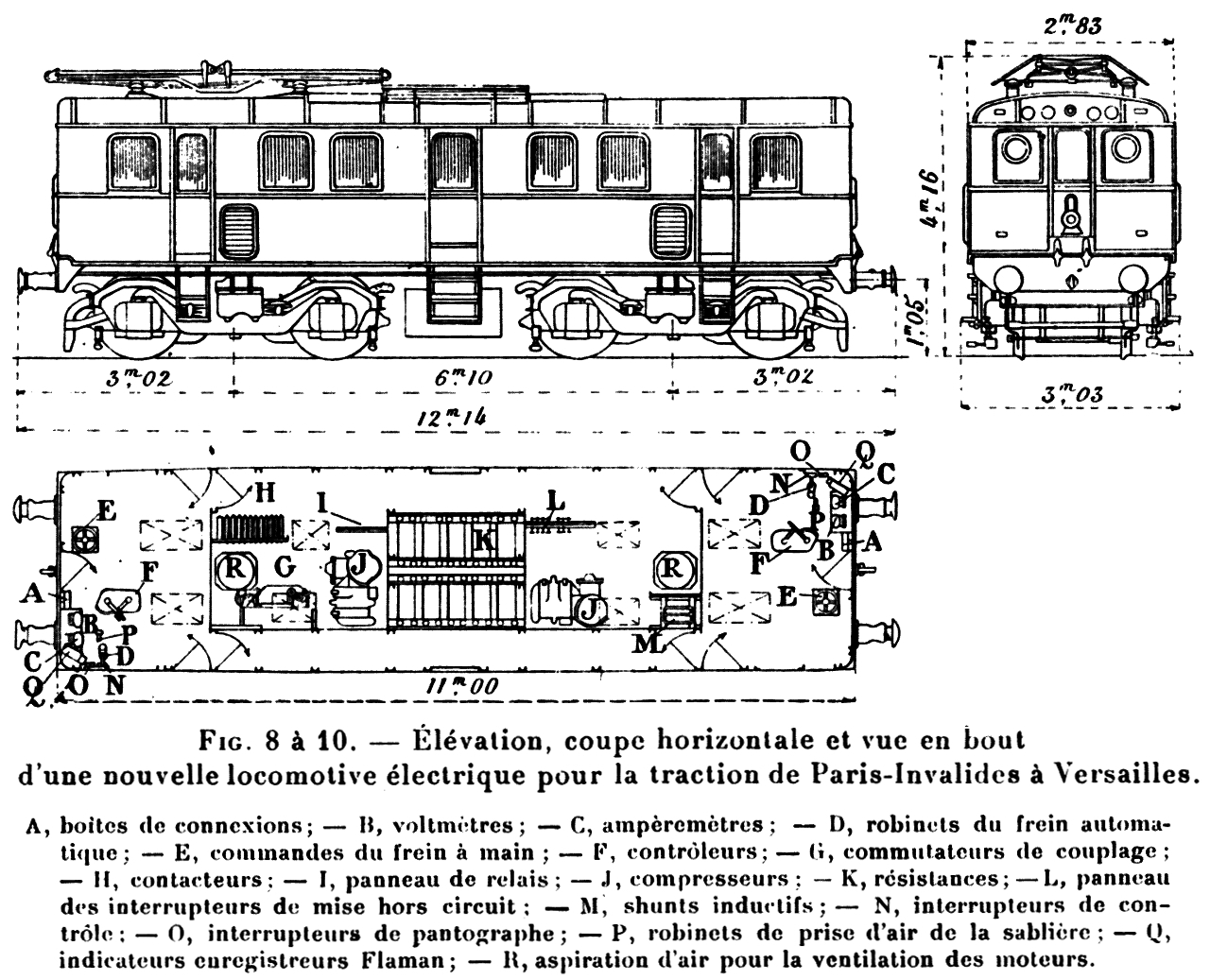
Plan de la Z 6000.

Les Z 6001 à 6030 (numérotation initiale) sont livrées entre mai 1924 et décembre 1925.
En 1949, un projet prévoit la remotorisation des BB 800 avec deux moteurs diesel pour service de manœuvre. Cette proposition reste sans suite, la SNCF commandant en définitive des engins neufs pour cet usage, les C 61000 et BB 63000.
À la fin des années 1950, des rames composées de quatre voitures État à 2 niveaux encadrées par deux BB 800, disposition permettant la réversibilité, ont servi au départ de Paris-Montparnasse.
Les BB 814 et BB 822 ont gardé leur équipement pour circulation sous 750 V par 3e rail
Les BB 812, BB 813, BB 817, BB 824, BB 827, BB 830, BB 833, BB 834, BB 835, BB 836, BB 837 et BB 840 sont vendues à la RATP entre 1969 et 1973 pour servir de tracteurs de travaux.

## Modélisme
A l'échelle HO, les BB 800 ont fait l'objet d'une reproduction sous forme de transkit (caisse en résine, sans châssis) à monter par l'artisan Apocopa.

## Pour en savoir plus